# Слобода (Іванівська сільська громада)
Слобода́ — село в Україні, у Іванівській сільській громаді Чернігівського району Чернігівського району Чернігівської області. До 2016 року орган місцевого самоврядування — Слобідська сільська рада.
Населення становить 595 осіб.

## Історія
За даними на 1859 рік у козачому й казенному селі Чернігівського повіту Чернігівської губернії мешкало 390 осіб (182 чоловічої статі та 208 — жіночої), налічувалось 64 дворових господарств.
Станом на 1886 у колишньому державному й власницькому селі Янівської волості мешкало 528 осіб налічувалось 97 дворових господарств, існували 29 вітряних млинів.
12 червня 2020 року, відповідно до розпорядження Кабінету Міністрів України № 730-р «Про визначення адміністративних центрів та затвердження територій територіальних громад Чернігівської області», увійшло до складу Іванівської сільської громади.
17 липня 2020 року, в результаті адміністративно - територіальної реформи та ліквідації колишнього Чернігівського району, село увійшло до складу новоутвореного Чернігівського району Чернігівської області.

### Російська окупація у 2022 році
Під час російського вторгнення в Україну у 2022 році село перебувало під російською окупацією 21 день.
Звільнене 30 березня 2022 року.
Під час окупації російські військові займалися грабунком населення, відбирали продукти й свійську худобу, вирізали молодий садок і за будинком влаштували мінометну батарею, обстрілювали Чернігів та сусідні села. Також у цьому селі російські окупанти розстріляли двох беззбройних українських військових Олега Сніжка та Михайла Лошака.
З відбудовою села допоміг американський меценат Делл Лой Хансен. За його кошти у селі відбудували новий будтнок культури на місці того, що був зруйнований внаслідок бойових дій. Також благодійник допомагає відновлювати житло жителям села.

## Галерея

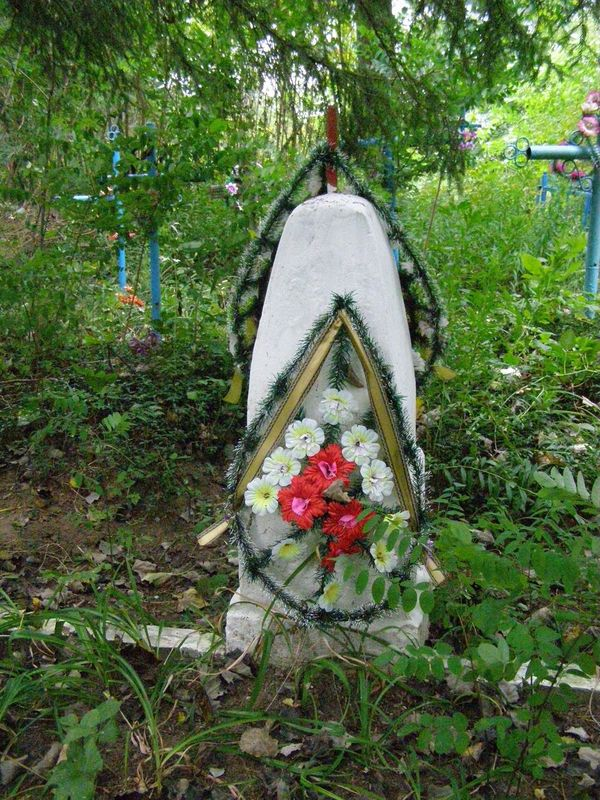
Братська могила воїнів, що загинули під час оборони села у 1941 р.